# Kościół św. Jerzego w Krzyczewie
Kościół św. Jerzego w Krzyczewie – filialny kościół rzymskokatolicki parafii w Neplach, dawna cerkiew prawosławna.

## Historia
Cerkiew św. Dymitra została zbudowana w 1811 roku, prawdopodobnie z wykorzystaniem materiału z wcześniejszej unickiej cerkwi z 1683 roku. Po likwidacji unii kościelnej w Królestwie Polskim w 1875 roku Rosyjski Kościół Prawosławny przejął wszystkie parafie unickie, co oznaczało, że również cerkiew w Krzyczewie stała się świątynią prawosławną. Po I wojnie światowej została zrewindykowana na rzecz Kościoła rzymskokatolickiego (początkowo w składzie parafii Przemienienia Pańskiego w Malowej Górze).
W Krzyczewie przy kolejnych cerkwiach unickiej i prawosławnej funkcjonował cmentarz. Przetrwał z niego jeden nagrobek datowany na r. 1832. Następnie nową nekropolię, prawosławną, a następnie rzymskokatolicką, wyznaczono w innym miejscu, poza wsią. 

## Architektura
Świątynia drewniana, trójdzielna, orientowana, na podmurówce z cegły i kamienia polnego. Nawa główna na rzucie kwadratu, babiniec i prezbiterium na rzucie prostokąta. Z północnej strony prezbiterium niewielka zakrystia. Każda część nakryta osobnym dwuspadowym dachem, na kalenicy dachu nawy wieżyczka na sygnaturkę, dobudowana w czasie remontu 2000 roku. Wewnątrz malowidła na stropie nawy z ok. 1910 roku wykonane w tradycji prawosławnej. Ołtarz główny św. Jerzego wykonany po 1920 roku, ołtarze boczne z ikonami św. Jerzego i św. Ignacego z dawnego wyposażenia cerkiewnego.